# Östersunds JK
Östersunds JK, egentligen Östersunds Jeet Kune Do Klubb, i folkmun ÖJK, är en idrottsförening, med  200 medlemmar,  som är grundad och har sitt säte i Östersund, Jämtland,  Sverige.
Föreningen bildades officiellt 2 september 2003. Initiativtagare var medlemmar i undergroundklubben Chinese Kung Fu Club of the Phills Östersund Chapter Sweden som grundades redan under tidigt 1990-tal. Östersunds JK har enligt sina stadgar till uppgift att främja och genom sina medlemmar utöva kampsport i alla dess former för bredd, motion och elit. Dess första förtroendevalda blev styrelsen med ordförande Fredrik Andersson, sekreterare Fredrik Olofsson och kassör Erika Nilsson.
En rad olika sporter har utövats i ÖJK. I dagsläget bedrivs sporter såsom Thaiboxning, BJJ, MMA, Kickboxning, Matial Arts Tricking och Submission Wrestling. Den sport där föreningen nått störst framgångar, med EM-brons en gång, SM-silver 3 gånger och brons 1 gång, är BJJ (Brasiliansk Jiu-Jitsu). Men även i MMA har klubben tagit sina första SM-medaljer genom ett silver och ett brons.
Klubbens färger är rött, gult och svart. ÖJK:s tävlingsställ varierar från idrott till idrott men tröjor och byxor är svarta.
Hemmaarenor är arena "Sporthallen" (Östersunds sporthall) och Östersund Arena.
Likt alla idrottsföreningar inom Riksidrottsförbundet i Sverige är ÖJK en demokratisk allmännyttig ideell förening ägd av ingen, som förvaltas av dess medlemmar och av medlemmarna på årsmötet utsedda förtroendevalda (ex. styrelse, valberedning mm)

## Historia
Den 2 september 2003 bildades Ö.J.K. (Östersunds Jeet Kune Do Klubb) i Östersund. Vid tiden tränades kampsporten Combat Filipino Escrima som blev föreningens första verksamhet. Föreningen har sitt ursprung i den privata klubben Chinese Kung Fu Club of the Phills Östersunds Chapter Sweden som startades i september 1993, ägdes samt drevs av Jesus "Jessie" Cayanan och var en del i Chinese Kickboxing International (CKI). En organisation startad av Ed Goco Galang (Founder/Director Chinese Kickboxing International och skapare av stilen Filipino Combat Escrima).

### Tidiga internationella medaljer
Aktiva från Östersunds JK har tävlat i flera länder såsom Italien, Portugal, England, USA, Danmark, Förenade Arabemiraten och Norge. De första internationella medaljerna togs i Norge i Kickboxning redan 2012. Efter det har medaljer även tagits i Danmark och England.

### Landslag
2019 blev Ida Stensson förste aktiv i ÖJK att bli uttagen till ett landslag (utvecklingsgruppen). Detta i sporten BJJ. 2021 skrev ÖJK åter jämtländsk idrottshistoria då man, genom Alireza Mohammady, blev första jämtländska idrottsförening med en landslagsaktiv i Svenska MMA-landslaget. Alireza blev även första jämte att komma med i Svenska MMA-landslaget.

### Arrangör av SM-finalerna i Thaiboxning
28 januari 2012 stod Östersunds JK som värd för SM-finalerna i Thaiboxning under SM-veckan Vinter på Östersunds främsta arena för inomhusidrotter, arena Sporthallen i Östersund. Deltog gjorde flera av svensk thaiboxnings tunga namn såsom Hamza Bougamza, Alexander T Harris, Johanna Rydberg, Lina Länsberg och Sadibo Sy. Mer än 600 åskådare gästade arena Sporthallen och SM-finalerna och samtliga matcher direktsändes live i SVT (Sveriges television) och SVT Play.

### Arrangör av SM i Taido
28 januari 2012 under SM-veckan var Östersunds JK även arrangör för SM i Taidoi arena Sporthalleni Östersund.

### Arrangör av SM I Brasiliansk Jiu-Jitsu
5 oktober 2019 stod ÖJK som värd för SM i BJJ (Brasiliansk Jiu-Jitsu) på arenan Sporthallen i Östersund. Deltog gjorde flera av svensk BJJ:s storheter såsom Emad Omran, Elina Moestam och Max Lindbland. Östersunds JK hade äran att ha med fyra startande aktiva vilket resulterade i ett silver av Ida Stensson och brons av Dennis Norlander till hemmaklubben. Här kan hela SM ses i efterhand.

### Ungdomssatsning
2013 startade ÖJK sin barn- och ungdomsverksamhet och så även upp en ungdomssatsning och hade barn- och ungdomslagen U15, U12 och U9 för att få till en riktigt fungerande barn- och ungdomsverksamhet för sina idrotter. 2014 utökades satsningen ytterligare med U18 för idrotterna Thaiboxning, Kickboxning, Sanshou, BJJ, Submission Wrestling och MMA. I slutet av 2015 startades även Karate U. 2016 tog barn- och ungdomsverksamheten ytterligare fart och ändrade form. Nya lag tillkom för att än fler barn i alla åldrar ska få möjlighet till träning och vara så nära varandra utvecklingsmässigt både fysiskt och psykiskt. Den gamla uppdelningen skrotades och ny uppdelning blev U4, U6, U8, U10, U12 och U14 där det tränar blandad åldersanpassad träning för att få en god grund att stå på. För idrotterna Thaiboxning, Kickboxning, Sanshou, BJJ, Submission Wrestling och MMA så startades även 2016 lagen U16 och U18.  I början av 2018 startade även ÖJK Taekwondo egen barn- och ungdomsverksamhet. Efter detta har ungdomsverksamheten fortsatt att utvecklas och anpassas.

### Egna internationella tävlingsarrangemang
2017 arrangerade ÖJK, efter många relativt stora klubbtävlingar, sina 2 första större tävlingar. Den 13-14 maj 2017 gick Östersund BJJ Kids Championship av stapeln i Östersunds Sporthall med tävlande från hela Skandinavien i åldrarna 6-17 år. Den 23-24 september hölls den första internationella BJJ-tävlingen för seniorer i Östersund i form av Östersund Open. 2018 fördubblades antalet tävlande i Östersunds BJJ Kids Championship och tillkom gjorde även den nya Östersund Open Spring edition som avlöper samma helg som Östersund BJJ Kids Championship.

### Världsmästerskap
2014 deltog föreningen i sitt första världsmästerskap. Det var VM i BJJ (Brasiliansk Jiu-Jitsu) i Long Beach, USA genom Emil Larsson som även vann klubbens och sin första match på ett världsmästerskap.

## Klubbemblem (klubbvapen)
Då ÖJK bildades hade man först inget speciellt klubbmärke. Några år senare valde man dock ett klubbmärke bestående av klubbnamnet i röd text längst ned. Yin och yang-symbolen i rött och gult i mitten omgivet av klubbens och några av Jeet Kune Dos ledord "Using no way as way" och "Having no limitations as limitations" i gul text på svart botten. Anledningen var att då klubben bedriver sin verksamhet enligt de tankar och idéer som benämns Jeet Kune Do så vill man tydligt visa det i sitt klubbmärke.

## Idrotter
- Brasiliansk Jiu-Jitsu sedan 2013.
- Brottning (Fristilsbrottning, grekisk/romersk stil) Mars 2017-2019.
- Kata, Taolu, Pomse mm 2003-2019.
- Karate ( Sportkarate) Februari 2015 - Februari 2019.
- Kickboxning 2011-2022.
- Martial Arts Tricking sedan 2012.
- MMA (Mixed Martial Arts) sedan 2011.
- Sanshou / Sanda 2011 - Februari 2019.
- Submission Wrestling sedan 2011.
- Taekwondo 2014-2020.
- Thaiboxning sedan 2011.
- Kampsporten Combat Filipino Escrima bedrevs i klubben från starten fram till 2010.

## Mästerskap
2012
Förste ÖJK:are att delta i ett mästerskap blev Emil Larsson som 2012 deltog i SM i Submission Wrestling där han slutade på fjärdeplats. 
2014
Emil Larsson blev även ÖJK:s första aktiva att delta i ett världsmästerskap (VM) när han 2014 deltog i VM i BJJ (Brasiliansk Jiu-Jitsu) i Long Beach, Kalifornien, där han vann sin och klubbens första match i ett VM. 
2017
5:e plats på SM i BJJ. Marqus Olofsson är ÖJK:s första spelare att kvala in till ett SM i BJJ. Ett SM där han gick till kvartsfinal där han förlorade mot, den slutlige svenske mästaren 2017, Emran Omran från Prana Jiu Jitsu Klubb.
2018
ÖJK:s första SM-final och SM-medalj någonsin. Dennis Norlander blir förste spelare från en jämtländsk klubb att vara i en SM-final i BJJ. Dennis förlorade finalen mot Yonas Darab,Prana Jiu Jitsu Klubb, och emottog ett silver.
2019
ÖJK:s första deltagande och medalj på ett EM (Europamästerskapen). Det skedde på EM Brasiliansk Jiu-Jitsu i Lissabon, Portugal genom Cecilia Marsells bronsmedalj i vitbältesklassen.
ÖJK:s andra SM-medalj någonsin genom Ida Stenssons SM-silver i Brasiliansk Jiu-Jitsu på hemmaplan i Östersunds Sporthall.
SM-brons i Brasiliansk Jiu-Jitsu i juniorklassen på hemmaplan i Östersund av Dennis Norlander.
2020
ÖJK:s fjärde SM-medalj någonsin. Även det första i någonsin i MMA av en jämtländsk klubb och atlet. Det blev en jämn semifinal, mot regerande mästaren Christian Stigenberg från Föreningen Söders Fightgym,  där dock ÖJK:s Alireza Mohammady fick se sig besegrad efter 2.28min i den andra ronden av tre på TKO. Då Christian även vann finalen och försvarade sin titel så blev det en bronsmedalj i MMA (MMA A-klass) till ÖJK och Alireza Mohammady.
2021
ÖJK:s femte SM-medalj samt fjärde i BJJ genom Ida Stenssons SM-silver på Svenska Mästerskapen i Växjö (arr. Växjö Titans).
2022
ÖJK:s sjätte SM-medalj och första SM-final i MMA. Även första jämtländska idrottsförening att nå final i MMA A-klass. ÖJK:s Alireza Mohammady blev första jämtländska aktiv att nå en SM-final i A-klass. Detta efter att i semifinalen ha besegrat Ismail Farah, Djurgårdens IF Kampssportsförening (Stockholm),  via submission i form av en rear naked choke (A-klass -70,3 KG). Efter en jämn finalmatch i tre ronder, mot föreningen Fighter Centre IFs (Göteborg) Aria Afrasiabi gick finalen till avgörande på domslut, med Afrasiabi som slutlig vinnare och det första jämtländska silvret i MMA A-klass till Östersund och Alireza Mohammady.

## Meriter

### 2013
- Brons London Open, England - BJJ (Brasiliansk Jiu-Jitsu)

### 2015
- Silver Nordic Open, Sverige - BJJ (Brasiliansk Jiu-Jitsu)
- Brons Swedish Open, Sverige - BJJ (Brasiliansk Jiu-Jitsu)

### 2016
- Silver Nordic BJJ Open Championships, Sverige - BJJ (Braisliansk Jiu-Jitsu)
- Guld Scandinavian Nogi Championship - BJJ (Brasiliansk Jiu-Jitsu)
- Silver Scandinavian Nogi Championship - BJJ (Brasiliansk Jiu-Jitsu)
- Guld Nordic BJJ Open Championships, Sverige - BJJ (Brasiliansk Jiu-Jitsu)
- 2 Silver Swedish Open, Sverige - BJJ (Brasiliansk Jiu-Jitsu) 19-20 november

### 2017
- 2 guld och 1 brons Nordic BJJ Open Championships, Sverige - BJJ (Brasiliansk Jiu-Jitsu) 11-12 mars
- 2 guld, 4 silver och 1 brons Swedish Nogi Championship 2 september
- 2 guld, 1 silver och 2 brons Swedish BJJ Tournament 3 september
- 5:e plats senior-SM i BJJ September (ingen bältesklasser utan en klass med Sveriges bästa oavsett bälte, minst lila bälte)
- 1 Silver och 1 brons Nordic BJJ Open Championships fall edition - BJJ 8 oktober
- 5:e plats i Svenska MMA-ligan (Erik Lundin)

### 2018
- 1 guld och 3 silver Nordic BJJ Open Championships, Sverige - BJJ (Brasiliansk Jiu-Jitsu) 17-18 mars
- 2 guld, 2 silver och 3 brons Nordic Open Championships, Sverige - BJJ (Brasiliansk Jiu-Jitsu) 15 oktober
- 1 silver Svenska Mästerskapen för Juniorer - BJJ (Brasiliansk Jiu-Jitsu) 27 oktober

### 2019
- 1 brons European Jiu-Jitsu IBJJF Championship, Portugal - BJJ (Brasiliansk Jiu-Jitsu) 15-20 januari
- 1 silver och 1 brons på Svenska Mästerskapen i BJJ.

### 2020
- 1 brons på Svenska Mästerskapen i MMA (A-klass)

### 2021
- 1 guld och 3 silver Nordic Open Championships, Sverige - BJJ (Brasiliansk Jiu-Jitsu) 30-31 oktober
- 1 silver på Svenska Mästerskapen i BJJ.

### 2022
- 1 silver på Svenska Mästerskapen i MMA (A-klass)

## ÖJKs medaljörer genom åren
- Abolfazl Mahdavi - Taekwondo
- Alireza Mohammady - MMA, BJJ, SW
- Ante Högdahl - BJJ
- Bo Winnberg - BJJ
- Cecilia Marsell - BJJ
- David Norman - BJJ
- Dennis Norlander - BJJ
- Ellenore Ottosson - Submission Wrestling
- Emil Larsson -  BJJ, Submission Wrestling
- Erik Lundin - BJJ
- Hossein Jafari - Kickboxning
- Ida Stensson - Submission Wrestling
- Isac Holmgren - BJJ
- Javad Jafari - Kickboxning
- Jesper Munekby - BJJ
- Johanna Skagerlid - BJJ
- Lina Öststorm - BJJ
- Magnus Larsson - BJJ, Newaza
- Magnus Olsson - Kickboxning
- Marqus Olofsson - BJJ, Submission Wrestling
- Mikael Edström - BJJ
- Najib Jafari - BJJ
- Robert Johansson - BJJ
- Simon Wennberg - SW
- Tina Jonsson - BJJ
- Leon Persson - BJJ
- Lia Glad - BJJ

## Styrelseordförande
| Mandatperiod | Styrelseordförande            |
| ------------ | ----------------------------- |
| 2003 - 2006  | Fredrik Andersson             |
| 2006 - 2010  | David Carlsson                |
| 2010 - 2011  | Tobias Holtan                 |
| 2011 - 2012  | Johan Sandberg                |
| 2012 - 2013  | Magnus Olsson                 |
| 2013 - 2014  | Sebastian Pettersson          |
| 2014 - 2016  | Joakim Sandström              |
| 2016 - 2017  | Federica Calidoni             |
| 2017 - 2017  | Roger Nissilä (Tillförordnad) |
| 2018 - 2020  | Roger Nissilä                 |
| 2020 - 2021  | Federica Calidoni             |
| 2021-2022    | Erik Karlsson Vildemyr        |
| 2022-        | Ola Lassemo                   |

## Huvudtränare
| Idrott                                  |  | Idrott                                            |  | Idrott                               |  |
| --------------------------------------- |  | ------------------------------------------------- |  | ------------------------------------ |  |
| Brasiliansk Jiu-Jitsu (BJJ)             |  | Martial Arts Tricking (Tricking)                  |  | Thaiboxnig (Muaythai)                |  |
|                                         |  |                                                   |  | Daniel Penot (2021 - )               |  |
| Marqus Olofsson (2012-)                 |  | Björn Asselid (2016- )                            |  | Michael Von Sneidern (Nov 2018-2021) |  |
|                                         |  | Björn Asselid och Charlie Morén (2015-2016)       |  | Magnus Larsson (2014-Nov 2018)       |  |
| Brottning (Grekisk/Romersk och Fristil) |  | Björn Asselid (2013-2015)                         |  | Mohamad Souid (2013-2014).           |  |
| Andrei Grisin (2017-2019)               |  |                                                   |  | Magnus Larsson (2012-2013)           |  |
| Milad Kavaktoo (2017)                   |  | MMA (Mixed Martial Arts)                          |  |                                      |  |
|                                         |  | Erik Lundin (Nov 2018-2020)                       |  |                                      |  |
| Combat Filipino Escrima                 |  | Magnus Larsson (Dec 2015-Nov 2018)                |  |                                      |  |
| Jesus "Jessie" Cayanan (2003-2010)      |  | Jens Danielsson (Juli 2014-Dec 2015)              |  |                                      |  |
|                                         |  | Magnus Larsson (2013-Juli 2014)                   |  |                                      |  |
| Form                                    |  |                                                   |  |                                      |  |
| Magnus Larsson (2010-2018).             |  | Sanshou/Sanda (Wushu, Kinesisk Kickboxning)       |  |                                      |  |
|                                         |  | Magnus Larsson (2013-Nov 2018)                    |  |                                      |  |
| Karate (Shotokan, Sportkarate)          |  |                                                   |  |                                      |  |
| Ahmed Aljarkas (Juni 2016 - Nov 2016)   |  | Självförsvar                                      |  |                                      |  |
| Antoun Mdawar (2015-2016).              |  | Magnus Larsson (2014-Nov 2018)                    |  |                                      |  |
|                                         |  | Stefan Sandberg (2013-2014)                       |  |                                      |  |
| Kickboxning                             |  | Magnus Larsson (2012-2013)                        |  |                                      |  |
| Michael Von Sneidern (Nov 2018-2021 )   |  | Stefan Sandberg (2011-2012)                       |  |                                      |  |
| Magnus Larsson (2014- Nov 2018)         |  | Magnus Larsson (2010-2011)                        |  |                                      |  |
| Mohamad Souid (2013-2014).              |  |                                                   |  |                                      |  |
| Magnus Larsson (2012-2013)              |  |                                                   |  |                                      |  |
|                                         |  | Submission Wrestling (SW)                         |  |                                      |  |
|                                         |  | Lars-Olov Larsson (2012-2022)                     |  |                                      |  |
|                                         |  | Lars-Olov Larsson och Jens Danielsson (2011-2012) |  |                                      |  |
|                                         |  |                                                   |  |                                      |  |
|                                         |  | Taekwondo                                         |  |                                      |  |
|                                         |  | Muaz Hussein (2018-2020)                          |  |                                      |  |
|                                         |  | Abolfazl Mahdavi (2017-2018)                      |  |                                      |  |
|                                         |  | Phakiso Molise (2014-2017)                        |  |                                      |  |
|                                         |  |                                                   |  |                                      |  |

## Landslagaktiva

### 2019
- Ida Stensson - Svenska BJJ Landslaget (Brasiliansk Jiu-Jitsu)

### 2020
- Ida Stensson - Svenska BJJ Landslaget (Brasiliansk Jiu-Jitsu)

### 2021
- Ida Stensson - Svenska BJJ Landslaget (Brasiliansk Jiu-Jitsu)
- Ali Reza Mohammady - Svenska MMA Landslaget (Mixed Martial Arts)

## Förbundstillhörighet
Östersunds JK är medlem i följande förbund: 
- Riksidrottsförbundet (sedan 2003)
- Svenska Budo- och Kampsportsförbundet (sedan 2003)
- Svenska Karateförbundet (2016-2019)
- Svenska Taekwondoförbundet (2016-2020)
- Svenska Brottningsförbundet (2017-2019)
- Svenska Gymnastikförbundet (sedan 2017)

samt SB&Ks underförbund 
- Svenska BJJ Förbundet (sedan 2013)
- Svenska MMA Förbundet (sedan 2012)
- Svenska Submission Wrestling Förbundet (sedan 2012)
- Svenska Kung Fu och Wushu Förbundet (2003-2019)
- Svenska Kickboxningsförbundet (2012-2022)
- Svenska Muaythaiförbundet (sedan 2012)